# Moffle

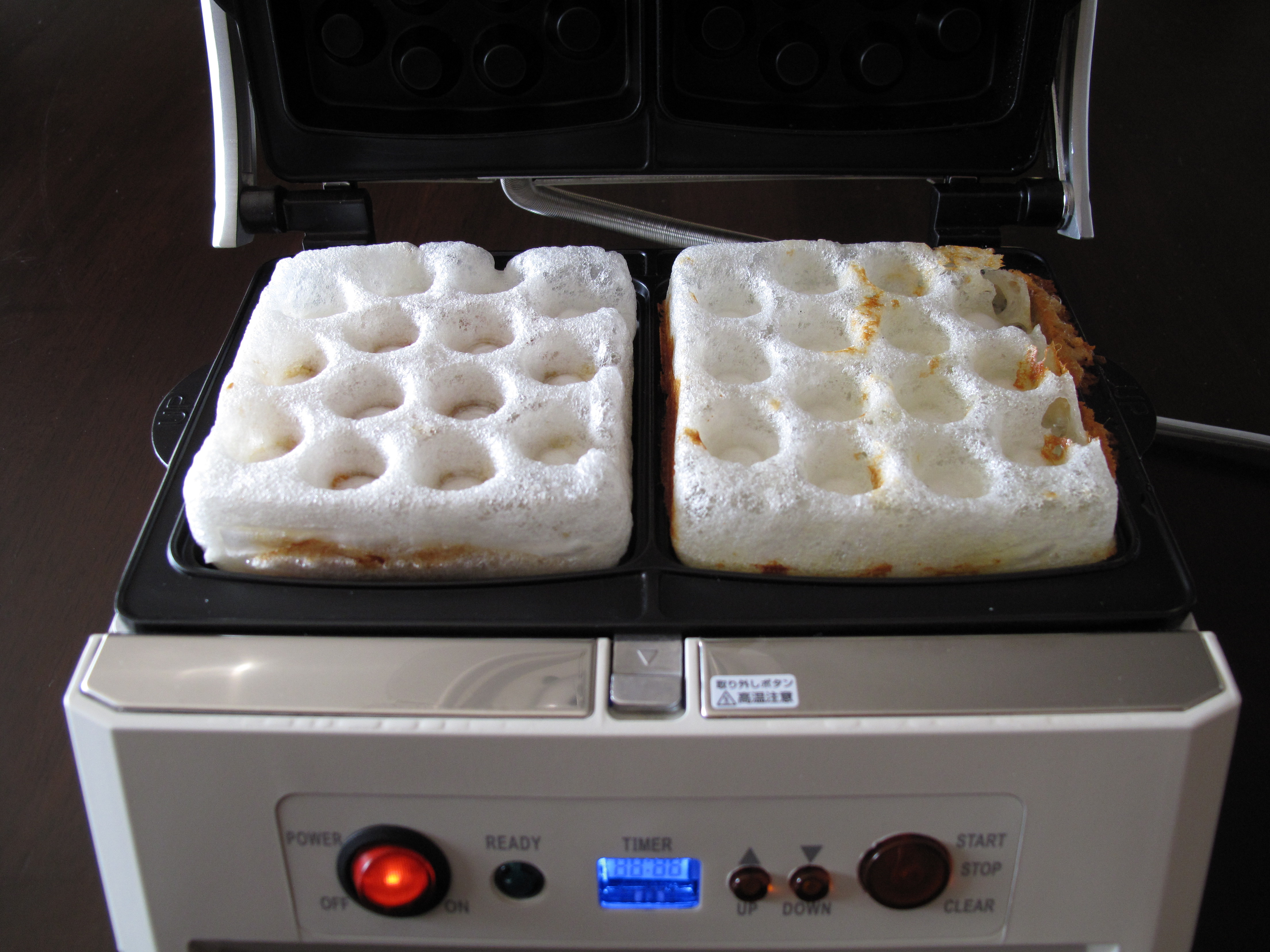
Des moffles

Le moffle est un genre de gaufre à base de riz (餅), créé au Japon en 2007, dont l'extérieur est croustillant et l’intérieur est mocchiri (entre collant et moelleux).
Cette spécialité se consomme en guise de dessert (accompagné de confiture, de beurre, de glace, de crème fouettée, de sirop d’érable ou encore de fruits) ou comme sandwich (avec jambon, fromage, steak haché, légumes…).
Il est moins calorique que la gaufre.
Il est très populaire auprès des jeunes gens, et certains cafés s'en font déjà une spécialité dans les grandes villes japonaises.

## Histoire
Le moffle est né au cours d'une démonstration d'appareils à gaufres : une cliente étant intéressée par l'appareil à condition qu'il permette de faire griller des mochi (gâteau de riz) ; le démonstrateur a fait un essai concluant.
Depuis quelques années, le riz commençait à perdre de l'importance dans l'alimentation des Japonais, mais avec l'augmentation du prix des céréales, intervenue entre fin 2007 et début 2008, il connaît un retour en force.